# Vladimiro Giacché
Vladimiro Giacché (* 1963 in La Spezia) ist ein italienischer Philosoph, Wirtschaftswissenschaftler und Essayist.
Er beschäftigt sich mit finanzieller und politischer Ökonomie, Wirtschaftsgeschichte und Philosophie, unter besonderer Berücksichtigung des deutschen Idealismus und der Tradition des Marxismus. Giacché ist Autor zahlreicher Bücher und Artikel zu Wirtschaftswissenschaften und Philosophie. In Deutschland sind seine Artikel hauptsächlich in der Jungen Welt erschienen.
Sein 2013 in Italien erschienenes Buch über die deutsche Wiedervereinigung, Anschluss: die deutsche Vereinigung und die Zukunft Europas, wurde in vier Sprachen übersetzt.

## Leben
Giacché studierte Philosophie an der Universität von Pisa und der dortigen Scuola Normale Superiore. Er verbrachte ein Auslandsjahr an der Ruhr-Universität Bochum. Giacché schloss sein Philosophiestudium mit einer Arbeit über Hegels Wissenschaft der Logik mit einem MA und einem Ph.D. cum laude ab und erhielt dafür im Studienjahr 1987/1988 den Studienpreis »Emilio Bocca«.
Nach dem Studium arbeitete Giacché als Leiter des Programms »Multimediale Enzyklopädie der philosophischen Wissenschaft« bei der italienischen Fernsehgesellschaft RAI. Von 2006 bis 2007 war er verantwortlich für das technische Personal von Matteo Arpe, dem CEO von Capitalia S.p.A. Danach arbeitete Giacché unter anderem als Sekretär des Aufsichtsrats der Finanzgruppe Sator in Rom (2008–2016), als Leiter der Abteilung Interne Wirtschaftsprüfung von Arepo BP S.p.A. (2010–2020) und war Mitglied des Verwaltungsrates der Banca Profilo S.p.A. (2016–2020).
Vladimiro Giacché war von 2013 bis 2020 Präsident des Centro Europa Ricerche, eines Zentrums für angewandte Wirtschaftsanalyse in Rom, Italien, das seine Forschungen auf zentrale Fragen der italienischen und europäischen Wirtschaftspolitik konzentriert.
Seit 2020 ist er für Studien und strategisches Marketing bei der Banca del Fucino, der Muttergesellschaft der Igea Banca Bankengruppe, verantwortlich.

## Werke (Auswahl)
- Finalità e soggettività: forme del finalismo nella Scienza della logica di Hegel. Pantograf, Genua 1990.
- La fabbrica del falso: strategie della menzogna nella politica contemporanea. DeriveApprodi, Rom 2008, ISBN 978-88-89969-51-9.
- Titanic Europa: la crisi che non ci hanno raccontato. Aliberti, Reggio Emilia 2012, ISBN 978-88-7424-971-8.
  - Übersetzung: Titanic Europa: Geschichte einer Krise. Zambon Verlag, Frankfurt am Main 2013, ISBN 978-3-88975-208-6.

- Anschluss: l’annessione: l’unificazione della Germania e il futuro dell’Europa. Imprimatur, Reggio Emilia 2013, ISBN 978-88-6830-014-2.
  - Übersetzung: Anschluss: die deutsche Vereinigung und die Zukunft Europas. Laika Verlag, Hamburg 2014, ISBN 978-3-944233-26-0.

- Costituzione italiana contro trattati europei: il conflitto inevitabile. Imprimatur, Reggio Emilia 2015, ISBN 978-88-6830-338-9.
- La fabbrica del falso: strategie della menzogna nella politica contemporanea. Imprimatur, Reggio Emilia 2016, ISBN 978-88-6830-405-8. (erweiterte Neuausgabe)
- Lenins ökonomisches Denken nach der Oktoberrevolution. Neue Impulse Verlag, Essen 2018, ISBN 978-39-6170-018-9.
- Hegel: la dialettica. Diarkos, Ariccia 2019, ISBN 978-88-321-7600-1.
- L’economia e la proprietà. Stato e mercato nella Cina contemporanea. In: Paolo Ciofi (Hrsg.): Più vicina. La Cina del XXI secolo. Bordeaux, Rom 2020,  ISBN 978-88-3210-357-1, pp. 11–71.
  - Übersetzung: Wirtschaft und Eigentum – Staat und Markt im heutigen China., Neue Impulse Verlag, Essen 2020, ISBN 978-39-6170-032-5.

### Vorträge
- Anschluss. Die deutsche Vereinigung und die Zukunft Europas. Vortrag am Seminar Von Bischofferode nach Athen. Die deutsche Vereinigungspolitik und die Zukunft der EU. Berlin, 22. Oktober 2016.
- Vladimiro Giacché spricht über die Ursprünge der Finanzkrise auf der Rosa-Luxemburg-Konferenz, 2019. Bei YouTube